# Evert Arvidsson
Carl Gustaf Evert Arvidsson , född 3 oktober 1902 på Hamburgö, Kville församling, Göteborgs och Bohus län, nuvarande Tanums kommun, död  där 16 augusti 1990, verksam som stenhuggare, fackföreningsman, journalist och miljöaktivist.

## Uppväxt
Evert Arvidsson föddes i en fiskare- och stenhuggarfamilj på Hamburgö i Bohuslän. Redan tidigt fick han delta i faderns arbete bland annat genom att med slägga och borr göra rundkilshål för uttagning/lossbrytning av stenblock. Skolgången fullgjordes i den numera nedlagda Hamburgö skola. Den undervisning som bibringades beskriver Arvidsson så här: ”De böcker vi oftast fick slå upp var psalmboken, bibeln och framför allt dr Martin Luthers Lilla katekes”.

## Arbetlivet i stenindustrin
Redan när Arvidsson var 12 år var hans skolgång avslutad. Han började som hjälparbetare hos stenhuggare. När första världskriget bröt ut gick det inte längre att sälja sten och arbetstillfällena försvann. Fiske, skogsplantering och plundring av ilandflutna minor var det som gav lite inkomster. Efter kriget kom stenindustrin igång igen. Arvidsson fick arbete som båtförare hos stenbolag. Han skjutsade arbetare, förmän och representanter för stenbolagens företagsledningar mellan de olika stenbrotten i skärgården.

## Facklig aktivitet
Stenhuggarna var organiserade i fackföreningar antingen tillhörande socialdemokraterna eller Sveriges Arbetares Centralorganisation (SAC). Arvidsson valde att engagera sig i SAC. Eftersom han blev väl påläst i fackliga frågor och, som båtförare, rörde sig mellan de olika arbetsplatserna i norra Bohuslän, blev han tidigt en förenande länk mellan bolagets arbetsplatser. Engagemanget ledde så småningom till att hans anställning hos bolaget upphörde.

## Kooperativt förening
Den 2 juni 1926 bildades Andelsföreningen Bohusläns Kooperativa Stenindustri  i Hovenäset. Arvidsson bildade en produktionsgrupp inom andelsföreningen i Hamburgsund. Den växte snabbt, inte minst under de första åren under depressionen under trettiotalet. Men sedan drabbades även föreningens verksamhet av den ekonomiska nedgången. Men Bohusläns Kooperativa Stenindustri överlevde och är än idag en fungerade stenindustri, nu Sveriges äldsta arbetarkooperativ.

## Ombudsman
I början av 1940-talet blir Evert Arvidsson ombudsman för Sveriges Arbetares Centralorganisation (SAC) med placering i Grängesberg, men med ansvar för gruv- och metallarbetare i hela Sverige.

## Journalist
1946 blev Evert Arvidsson facklig reporter på SAC:s tidning Arbetaren och 1950 tidningens chefredaktör, en post som han innehade till 1967, då han avgick med pension.
Arvidssons tid som chefredaktör på Arbetaren präglades inledningsvis av de stora så kallade rättsröteaffärerna, som skakade Sverige under 1950-talet och där tidningen Arbetaren verkade för att upplysa om den ”rättsröta” som gav upphov till följande händelser:
- Haijby-affären
- Kejne-affären
- Lundquistaffären

Evert Arvidsson upplät plats i Arbetaren för Vilhelm Mobergs debattartiklar om rättsrötan. Vilhelm Moberg skrev också en bok om rättsrötan i Sverige, "Det gamla riket"(1953).

## Miljöaktivist
Då Programrådet för radioaktivt avfall (PRAV) år 1980 beslöt att genomföra provborrningar inför eventuellt avfallslager för utbränt kärnbränsle på Kynnefjäll i norra Bohuslän blev Evert Arvidsson en av frontfigurerna i motståndet. Han var en av initiativtagarna till aktionsgruppen Rädda Kynnefjäll. Kampen avslutades dock först den 7 februari 2000, tio år efter Evert Arvidssons död, då miljöminister Kjell Larsson lämnade en skriftlig garanti mot ett atomsopförvar på Kynnefjäll.